# Bateau d'Haithabu

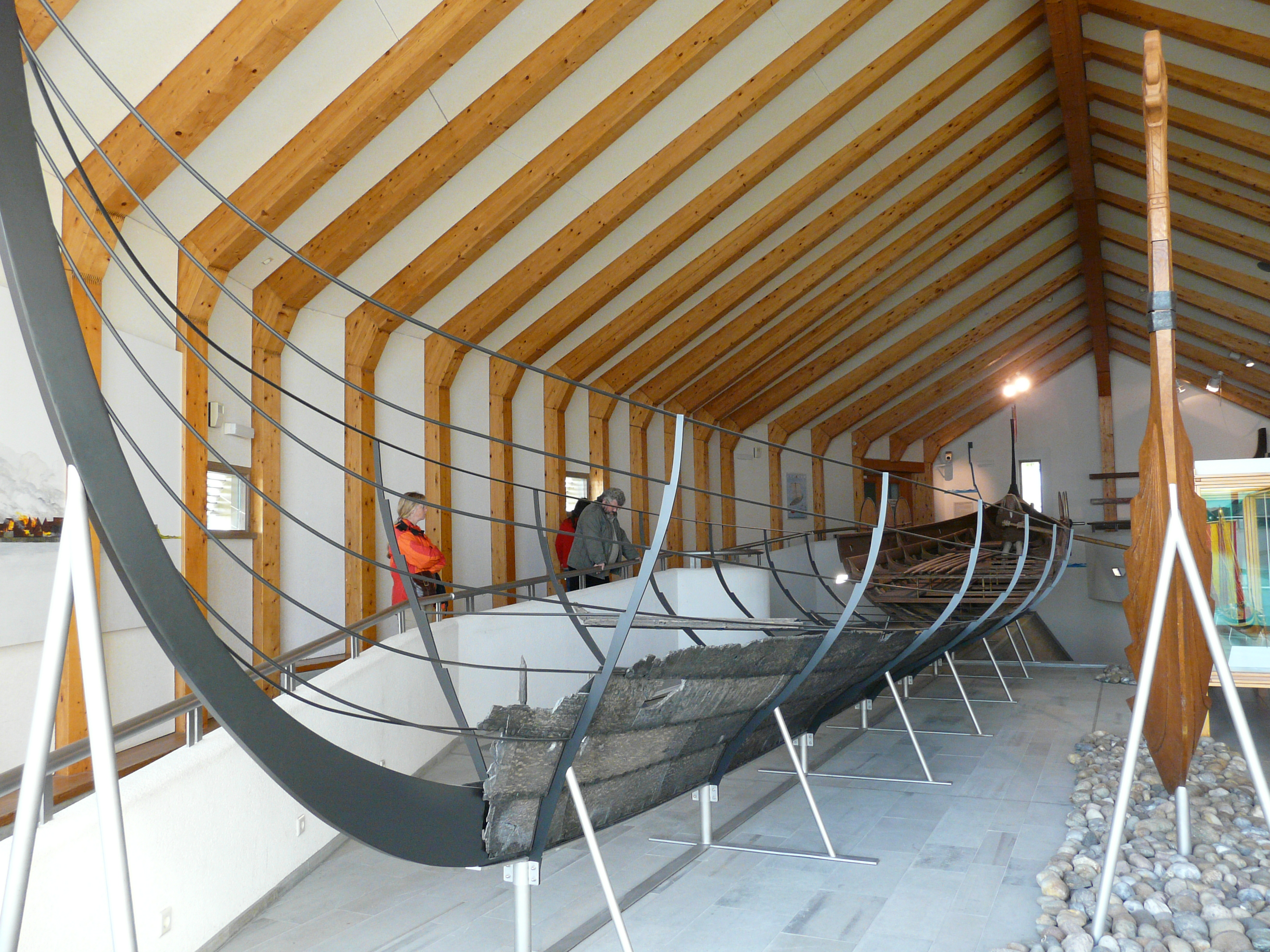
Reconstitution du Haithabu 1 au Musée viking d'Haithabu.

Le bateau d'Haithabu (Haithabu 1 ou Hedeby 1) est le nom donné à une épave de bateau viking récupérée en 1979 dans le port d'Hedeby en Allemagne, connu anciennement sous le nom de Haithabu , un comptoir viking établi au Danemark jusqu'en 1864. Il est exposé au Musée viking d'Haithabu en Allemagne.
Il fut considéré comme la plus grande épave viking découverte jusqu'en 1997, date à laquelle le Skuldelev 2 du Musée des navires vikings de Roskilde au Danemark put être rallongé par la découverte du morceau Skuldelev 4 qui était son prolongement.
Le Haithabu 1  a été construit dans la tradition nordique des bordages à clin dans le meilleur bois possible. Il aurait terminé de servir comme brûlot lors d'une attaque du port.
Déjà, au début des années 1950, des découvertes archéologiques avaient été faites dans le port d'Haithabu à côté de l'épave du navire. Certains morceaux de bois, maintenant reconnus sous les noms de Haithabu wrack 2 et Haithabu wrack 3 avaient été découverts provenant d'autres épaves ainsi que des objets métalliques (haches et épées).

## Sauvetage de l'épave

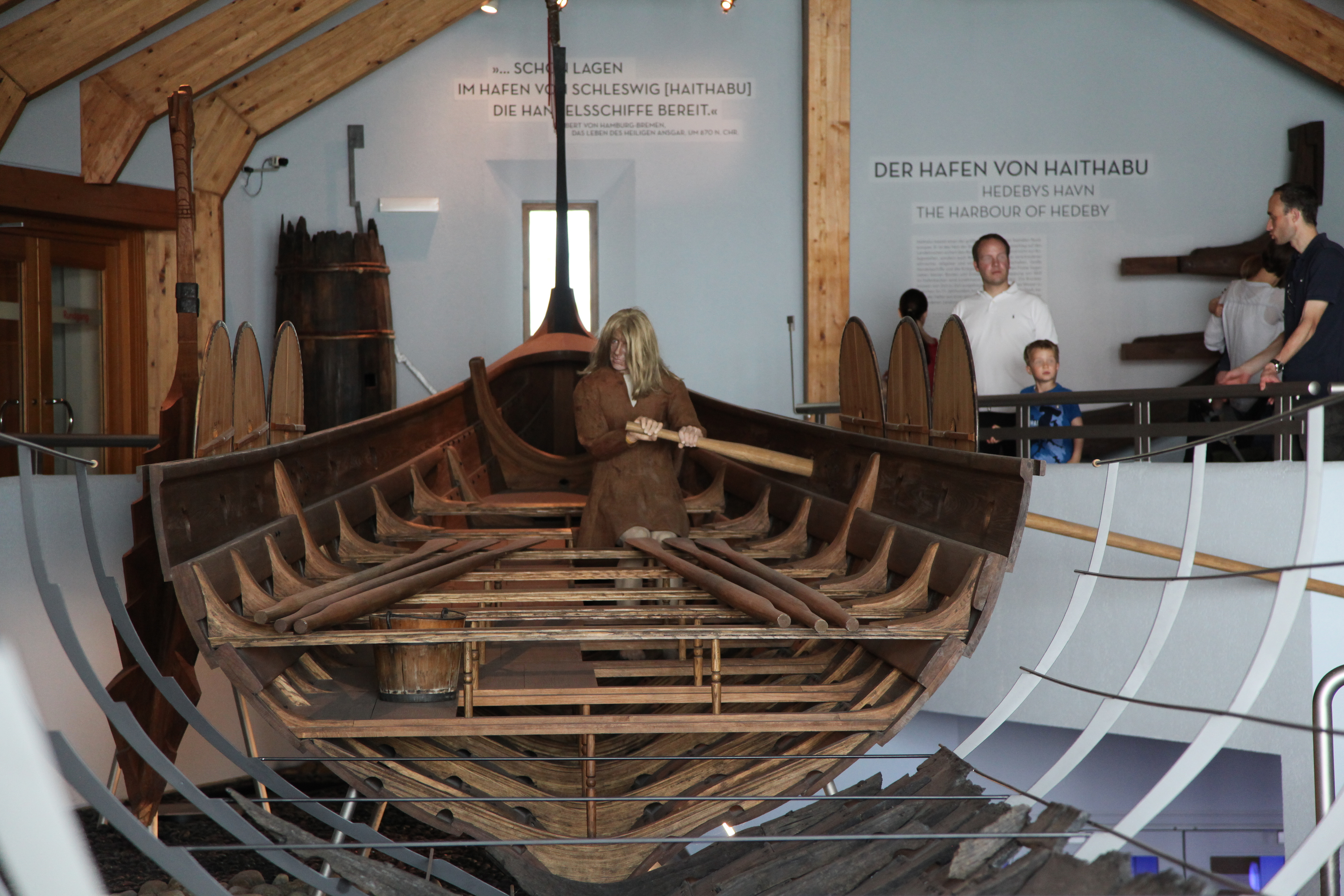
Partie reconstituée de l'Haithabu 1.

En 1979, le navire a été extrait entre des palplanches pour maintenir les vestiges à l'humidité. Le navire a été fortement carbonisé au niveau de la ligne de flottaison mais les morceaux de bois obtenus ont été suffisants pour une reconstitution partielle de l'avant. Celle-ci est exposée, dans sa taille originale, au Musée viking.
Il était évident que le navire fut brûlé et coulé lors de la chute de la ville d'Haithabu en 1050, à la fin de l'Âge des Vikings. Le navire avait été rempli avec du foin ou des broussailles puis embrasé. Les restes du navire ont été découverts sur des couches plus âgées de débris et de déchets urbains. La datation dendrochronologique a montré que les arbres qui ont servi à la construction ont été abattus autour des années 985. Les échantillons ont également montré que les arbres ont grandi dans la région du Schleswig.

## Caractéristiques de l'épave

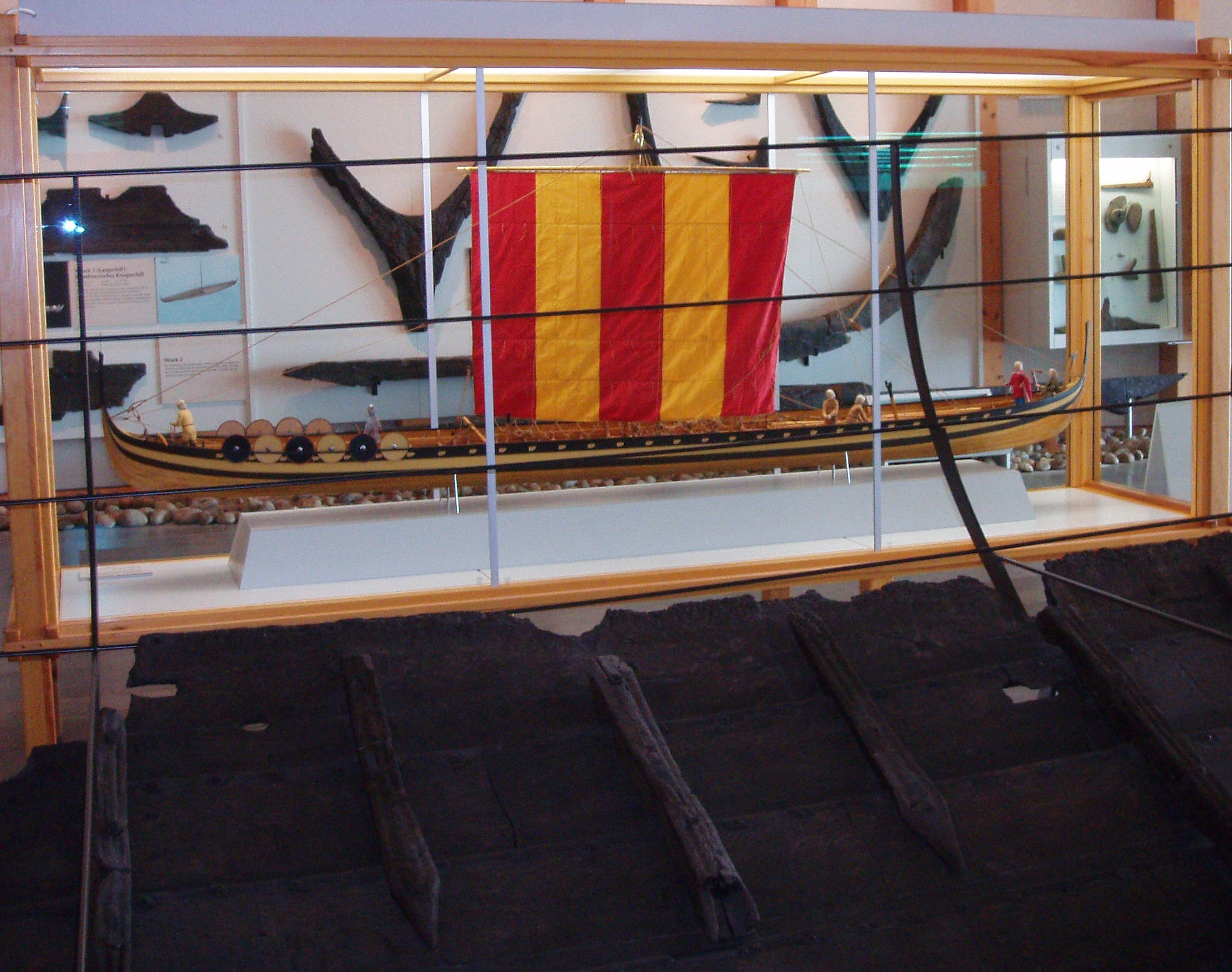
Modèle réduit du Haithabu 1.

Haithabu 1 possédait 24 à 26 bancs de rameurs. La partie récupérée mesure environ 16 mètres de long, mais le navire complet était beaucoup plus long. L'estimation faite est basée sur la longueur d'origine d'autres bateaux vikings ; celle-ci a abouti à une longueur de 26 à 32 mètres, en raison de la position du mât. La reconstitution effective du navire donne 30,9 mètres de long, avec une largeur d'environ 2,7 m et d'un tirant d'eau de 1,5 m.
Selon les bordages à clin traditionnels, toutes les planches ont été reliées entre elles par des rivets de fer avec des intervalles réguliers de 10 cm sur les varangues espacées d'environ 85 cm Les planches étaient en chêne d'une largeur maximale 37,5 cm. Leur épaisseur se situe entre 1,2 cm à 2,4 cm. Le calfeutrage était réalisé en laine torsadée imbibée de goudron.